# Mesosemia misipsa
Mesosemia misipsa är en fjärilsart som beskrevs av William Chapman Hewitson 1858. Mesosemia misipsa ingår i släktet Mesosemia och familjen Riodinidae. Inga underarter finns listade i Catalogue of Life.

## Bildgalleri

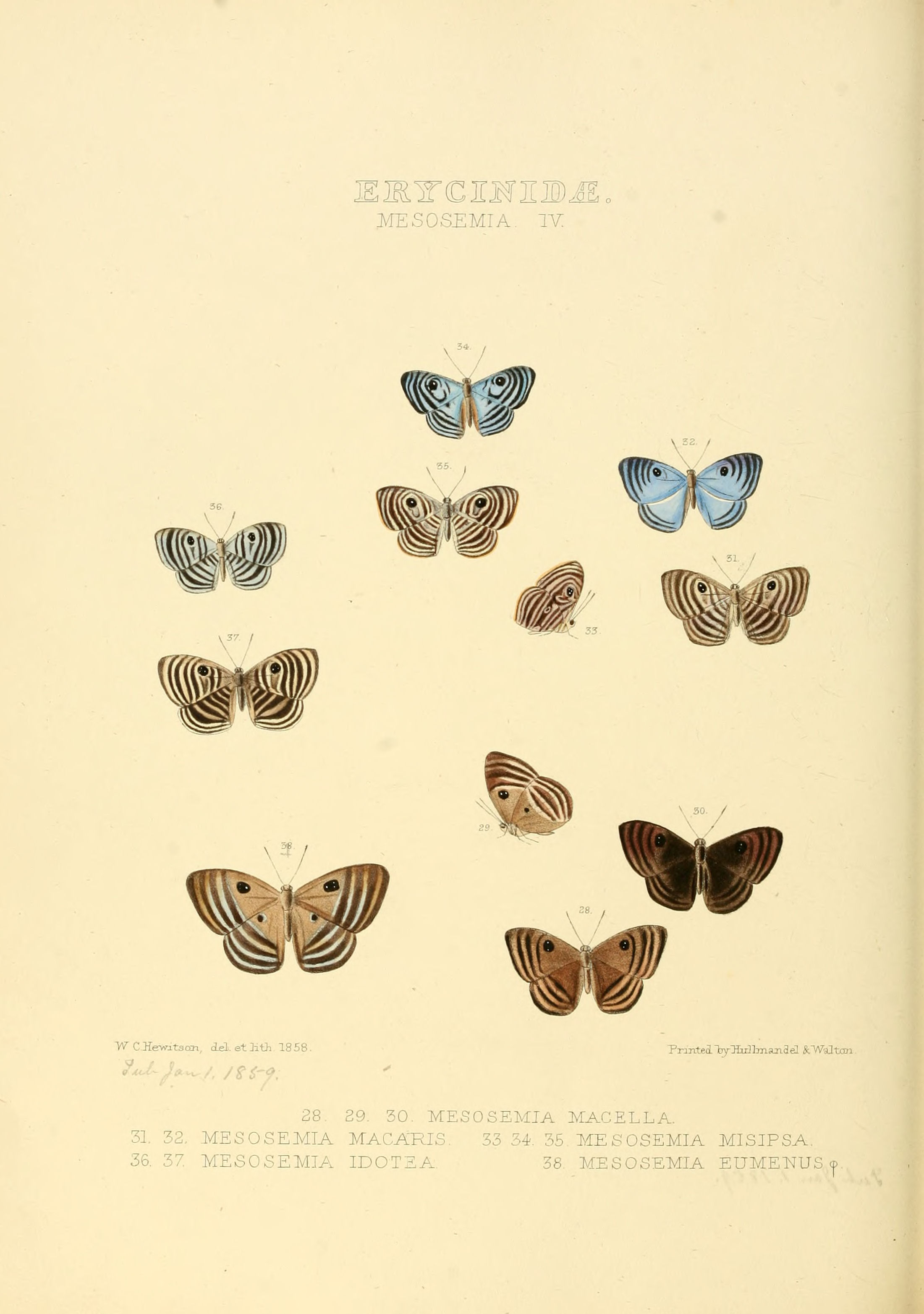